# Slackpkg
slackpkg — программный инструмент автоматической установки или обновления пакетов через локальную сеть или Интернет для Slackware Linux. slackpkg был включен в основное дерево в Slackware 12.2 ранее включен в extras / Slackware 9.1. Лицензируется в соответствии с GNU General Public License (GPL).

## Настройка
Для выбора зеркала раскомментируйте одну ссылку в файле /etc/slackpkg/mirrors.